# Sky Is the Limit
Sky Is the Limit – debiutancki album krakowskiego zespołu Hipgnosis z 2006.
Muzyka na płycie oscyluje wokół takich gatunków jak rock progresywny, rock psychodeliczny, trip hop, new age. Porównywano ją do Pink Floyd, Tangerine Dream. 
W 2012 płyta została ponownie wydana w wersji winylowej w ramach boksu „Ressurection Stone” okraszonego obrazami Tomasza Sętowskiego. Utwór Ummadellic został przearanżowany na wersję instrumentalny, gościnnie wystąpiła na nim skrzypaczka Tylda Ciołkosz. 
W podsumowaniu roku audycji Noc Muzycznych Pejzaży płyta znalazła się na 14. miejscu. 

## Lista utworów
1. „If” (muz.: SsaweQ i Łukasz Gorycki, słowa: Rudyard Kipling) – 5:08
2. „Tired – The Sand Storm Around” (muz.: SsaweQ i Łukasz Gorycki, słowa: Łukasz Gorycki i GoDDarD) – 6:10
3. „Mantra” (muz. SsaweQ, słowa: PiTu i GoDDarD) – 7:40
4. „Force Hit” (muz. SsaweQ, słowa: KuL) – 7:21
5. „Ummadellic: Xenomorph – Nie lubię nienawiści - Gnosis – Ummademmic” (muz. i słowa: SsaweQ i PiTu) – 10:06
6. „Mantra – Sky Is The Limit” (muz. SsaweQ) – 3:51'

Źródło.

## Muzycy
- SsaweQ – ddrum,perc,keyb
- KUL – vocal
- GoDDarD – guitar
- PiTu – bass, vocal
- THuG – keyboard
- GooLary – guitar
- B.C. – bass
- Jaro – bass

Źródło.